# 馬場彩月
馬場 彩月（ばば さづき、1991年6月14日 - ）は、日本の実業家、元バレエダンサー、バレエ講師、振付家。東京都世田谷区出身。高祖父は牛乳をオランダから日本初輸入した酪農の父 前田留吉。認定ダンス指導員、マスターストレッチ指導者資格を保有している。

## 経歴
小さい頃からクラシックバレエを習い、高校卒業と同時にハンガリー国立バレエ学校に留学する。スイスやヨーロッパ留学から帰国後、フリーでバレエダンサーとして舞台活動を行う。
2010年 ザ・バレコン東京ファイナリスト。2015年より自身のメソッドを生かした英語でのバレエ、ダンスレッスンを始める。講師名はVivian。
企業ワークショップや、各自治体、また文化庁によるコミュニケーション能力事業内のワークショップなどを通じ、全国の小学校や特別支援学校などにおいて出張ワークショップを行なっている。
2020年株式会社FiNCの公式アンバサダーに就任。2022年3月、趣味×英語のホビングリッシュを事業軸とし、バレリーナやダンサーのセカンドキャリア支援を中心とした株式会社Peonyを立ち上げる。

## 出演

### インタビュー
- Japan Times - One way to keep the kids on their toes[6]

- The Focus - 馬場彩月[7]

### ミュージックビデオ
- 洪榮宏《東京情歌》官方MV 2018年10月10日公開

### テレビ番組
- テレビ朝日 フィンク1分フィット   （テレビ朝日、 2020年5月12日-2020年6月23日）
- 形から入ってみた （TBS、2022年9月19日）[8][9][10]
- 全力！他力本願 あなたのコネのおかげです[11][出典無効]（フジテレビジョン、2022年11月15日）

### ラジオ
- いいね情報局「美ingカフェ」（RainbowFM 88.5MNz、2022年3月6日）[12]